# Egon Mayer
Egon Mayer (Constança, 19 de agosto de 1917 — Montmédy, 2 de março de 1944) foi um piloto de caça alemão da Luftwaffe e recebeu a Cruz de Cavaleiro da Cruz de Ferro com Folhas de Carvalho e Espadas durante a Segunda Guerra Mundial. Ele foi creditado com 102 aeronaves inimigas abatidas em mais de 353 missões de combate. Suas vitórias foram todas reivindicadas na Frente Ocidental e incluíram 26 bombardeiros quadrimotores, 51 Supermarine Spitfires e 12 P-47 Thunderbolts. Mayer foi o primeiro piloto de caça a marcar 100 vitórias inteiramente na Frente Ocidental.
Nascido em Constança, Mayer, se ofereceu como voluntário para o serviço militar na Luftwaffe da Alemanha Nazista em 1937. Após o treinamento de voo, ele foi destacado para a Jagdgeschwader 2 "Richthofen" (JG 2) em 1939. Ele lutou na Batalha da França e conquistou sua primeira vitória aérea naquela campanha em 13 de junho de 1940. Mayer foi nomeado líder do esquadrão do 7. Staffel (7.º esquadrão) do JG 2 em junho de 1941. Dois meses depois, após sua 21.ª vitória aérea, ele recebeu a Cruz de Cavaleiro da Cruz de Ferro em 1 de agosto de 1941. Ele reivindicou mais 16 vitórias e foi condecorado com a Cruz Germânica em Ouro no dia 16 de julho de 1942. Em novembro de 1942, Mayer foi nomeado comandante do III. Gruppe (3.º grupo) do JG 2.
Mayer conquistou suas primeiras vitórias sobre bombardeiros quadrimotores das Forças Aéreas do Exército dos Estados Unidos (USAAF) quando abateu dois B-17 Flying Fortresses e um B-24 Liberator em 23 de novembro de 1942. Junto com seu colega ás de caça Georg-Peter Eder, Mayer desenvolveu o ataque frontal como a tática mais eficaz contra as formações de bombardeiros de caixa de combate pesada aliada à luz do dia. Ele recebeu a Cruz de Cavaleiro da Cruz de Ferro com Folhas de Carvalho em 16 de abril de 1943 após 63 vitórias. Em 1 de julho de 1943, ele substituiu Walter Oesau como comandante do JG 2. Ele reivindicou sua 90.ª vitória em 31 de dezembro de 1943 e em 5 de fevereiro de 1944 tornou-se o primeiro piloto na Frente do Canal a alcançar 100 vitórias. Mayer foi morto em combate em 2 de março de 1944 enquanto liderava um ataque a uma formação de bombardeiros da USAAF; ele foi abatido por caças de escolta P-47 Thunderbolt perto de Montmédy, França. Ele foi condecorado postumamente com a Cruz de Cavaleiro da Cruz de Ferro com Folhas de Carvalho e Espadas.

## Juventude e início de carreira

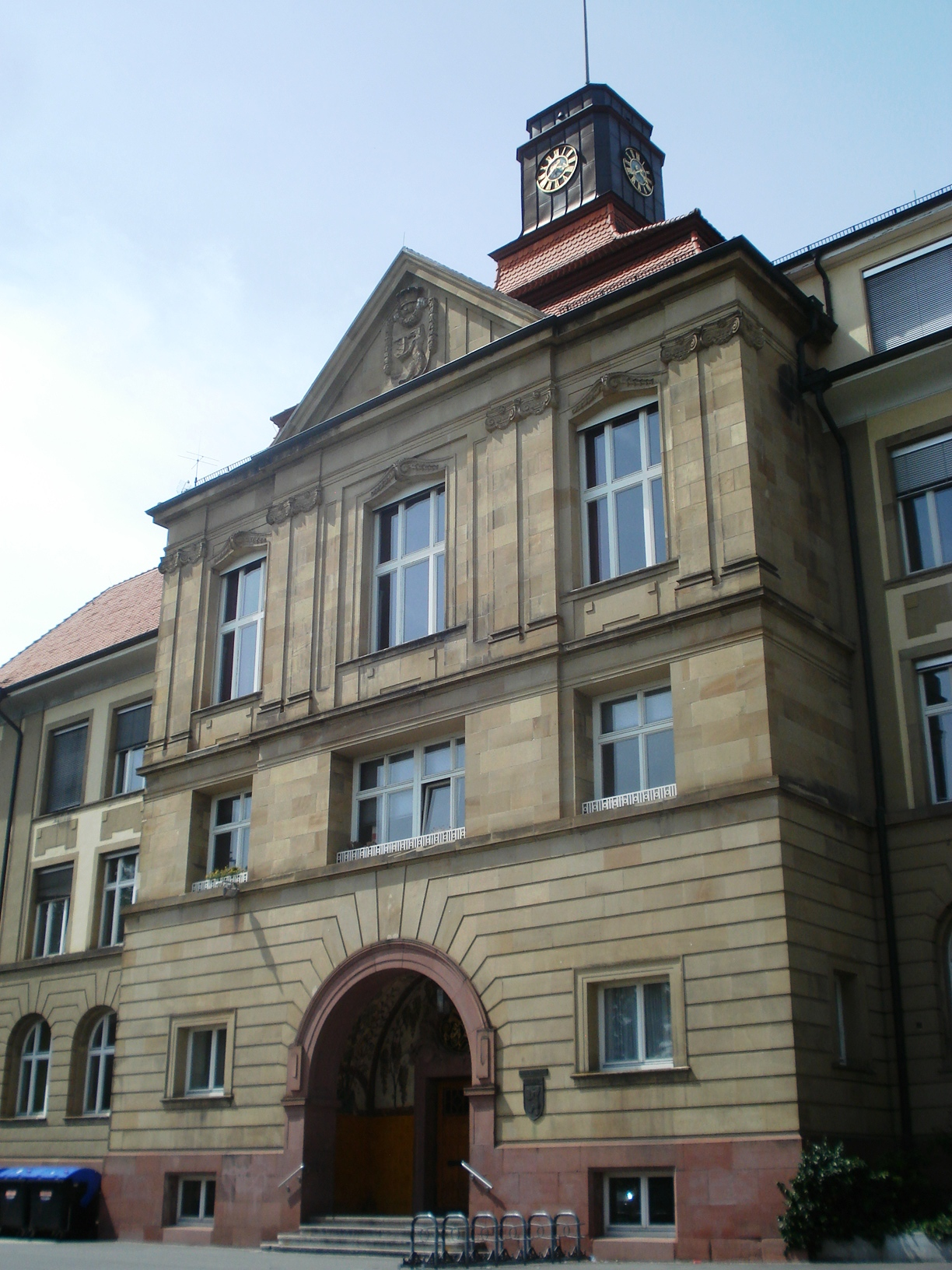
O Hegau-Gymnasium em Singen

Mayer, filho de um fazendeiro, nasceu em 19 de agosto de 1917 em Constança no Lago de Constança. Na época, Konstanz estava no Grão-Ducado de Baden do Império Alemão. Mayer cresceu na fazenda de seus pais chamada Hauserhof e passava seu tempo livre no campo de pouso de planadores em Bellenberg perto de Engen. Ele foi para a escola no Langemarck-Realgymnasium—uma escola secundária construída na Realschule de nível médio para obter o Abitur (qualificação de entrada na universidade)—em Singen. Hoje, o Langemarck-Realgymnasium, que recebeu o nome em homenagem ao local da Batalha de Langemarck na Primeira Guerra Mundial, é o Hegau-Gymnasium.
Após sua graduação, Mayer foi voluntário para o serviço militar na Luftwaffe em 1 de novembro de 1937. Seu treinamento militar começou na 2.ª Escola de Guerra Aérea (Luftkriegsschule 2) em Gatow, na periferia sudoeste de Berlim. Ele foi então treinado como piloto de caça e promovido a Leutnant (segundo-tenente) em 1 de agosto de 1939.

## Segunda Guerra Mundial
A Segunda Guerra Mundial na Europa começou na sexta-feira, 1 de setembro de 1939, quando as forças alemãs invadiram a Polônia. Mayer recebeu a Cruz de Ferro de 2.ª classe (Eisernes Kreuz 2. Klasse) em 25 de outubro de 1939 e foi transferido para a Jagdgeschwader 2 "Richthofen" (JG 2), em homenagem ao ás do lutador da Primeira Guerra Mundial Manfred von Richthofen, em 6 de dezembro 1939. Durante toda a sua carreira de combate, com exceção de um breve posto na escola de pilotos de caça em Werneuchen, Mayer serviu no JG 2 "Richthofen". Ele conquistou sua primeira vitória aérea em 13 de junho de 1940 durante a Batalha da França, abatendo um Morane-Saulnier M.S.406 pertencente à Força Aérea Francesa (Armée de l'Air).
Na Batalha da Grã-Bretanha, Mayer costumava sobrevoar o Canal da Mancha como apoio de Helmut Wick. Ele conquistou mais três vitórias nesta campanha, todos Supermarine Spitfires da Força Aérea Real (RAF), mas foi abatido ou forçado a pousar na costa francesa. Uma vez ele teve que nadar no Canal por uma hora antes de ser resgatado. No final de 1940, Mayer teve quatro vitórias em seu crédito e o JG 2 foi retirado do combate para repor as pesadas perdas sofridas. Após uma curta viagem como instrutor de piloto de caça na Jagdfliegerschule (escola de pilotos de caça) em Werneuchen, Mayer foi enviado de volta para a Frente do Canal.
Em 10 de junho de 1941, o Oberleutnant (primeiro-tenente) Mayer foi nomeado Staffelkapitän (líder do esquadrão) do 7. Staffel (7.º esquadrão) do JG 2, baseado em Saint-Pol-Brias. Ele reivindicou sua 19.ª e 20.ª vitória em 23 de julho de 1941 e foi condecorado com a Cruz de Cavaleiro da Cruz de Ferro (Ritterkreuz des Eisernen Kreuzes) em 1 de agosto de 1941 após sua 21.ª vitória aérea. Ele recebeu o prêmio com os pilotos do JG 2: Oberleutnant Erich Leie e Oberleutnant Rudolf Pflanz naquele dia. A apresentação do triplo prêmio foi gravada pela Deutsche Wochenschau, uma série de noticiários lançada nos cinemas. Sua pontuação aumentou para 28 vitórias aéreas no final de 1941.
Em 12 de fevereiro de 1942, Mayer reivindicou um Westland Whirlwind durante a Operação Donnerkeil, o plano de cobertura aérea para a Operação Cerberus no oeste da França para a Alemanha. Quatro dessas aeronaves incomuns foram perdidas do Esquadrão N.º 137 com seus pilotos. Em 25 de abril de 1942, Mayer reivindicou quatro caças da RAF. O Comando de Caça sofreu grandes perdas nesta data; 15 deles foram atribuídos ao JG 2 e JG 26. O Esquadrão N.º 118 perdeu dois pilotos mortos em ação com o JG 2, e outros cinco do Esquadrão N.º 501 foram abatidos na área de Cherbourg, levando à morte de quatro membros. Mayer recebeu a Cruz Germânica em Ouro (Deutsches Kreuz in Gold) em 16 de julho de 1942. Mayer reivindicou um Spitfire em Selsey Bill no dia 31 de julho. O pilto T Kratka, Esquadrão N.º 317, foi ferido nas pernas e saltou de paraquedas em segurança ao sul de Landmarke. Em 19 de agosto, seu 25º aniversário, Mayer abateu dois Spitfires sobre Dieppe durante o ataque britânico/canadense a Dieppe (Operação Jubileu), sua 49.ª e 50.ª vitória. 50 das perdas do Comando de Caças da RAF foram atribuídas à ação com caças alemães junto com outros 12 danificados. As perdas da Luftwaffe foram muito menores, mas o JG 2 e o JG 26 foram desgastados por perdas e avarias em aeronaves e não causaram grande impressão durante a tarde. Mayer estava entre os pilotos alemães que apresentaram suas reivindicações no final da tarde.

### Comandante do grupo

Caixa de combate de um esquadrão B-17 de 12 aviões. Três dessas caixas completaram uma caixa de grupo de 36 planos.

Mayer foi promovido a Hauptmann (capitão) e nomeado Gruppenkommandeur (comandante do grupo) do III. Gruppe do JG 2 em novembro de 1942. No dia 23 de novembro, Mayer conquistou suas primeiras vitórias sobre bombardeiros quadrimotores das Forças Aéreas do Exército dos Estados Unidos (USAAF), quando abateu dois B-17 Flying Fortresses e um B-24 Liberator. Junto com Georg-Peter Eder, Mayer desenvolveu o ataque frontal como a tática mais eficaz contra as formações de bombardeiros de caixa de combate pesada dos Aliados à luz do dia O conceito foi baseado em um Kette, três aeronaves voando em formação em "V", atacando pela frente e pela esquerda. Quando no alcance, os atacantes abriram fogo com uma rajada de deflexão, mirando na frente da aeronave inimiga. Após o ataque, os pilotos parariam bruscamente para a esquerda ou direita. Isso deu aos caças atacantes a melhor chance de evitar o grande poder de fogo dos canhões dos bombardeiros.
Em 14 de fevereiro de 1943, Mayer reivindicou três Hawker Typhoons da RAF, reivindicando suas 60ª a 62ª vitórias. Após sua 63ª vitória, ele foi condecorado com a Cruz de Cavaleiro da Cruz de Ferro com Folhas de Carvalho (Ritterkreuz des Eisernen Kreuzes mit Eichenlaub) em 16 de abril de 1943, foi o 232.º oficial ou soldado da Wehrmacht assim homenageado. A apresentação foi feita por Adolf Hitler em seu escritório na Chancelaria do Reich em Berlim em 11 de maio de 1943. Mayer foi então promovido a Major em 1 de junho de 1943. O Comando de Caças não perdeu aeronaves em 14 de fevereiro de 1943. No dia anterior, ele relatou dois Typhoons perdidos em combate com Fw 190s do JG 2—ambos os pilotos do Esquadrão N.º 609 foram mortos.

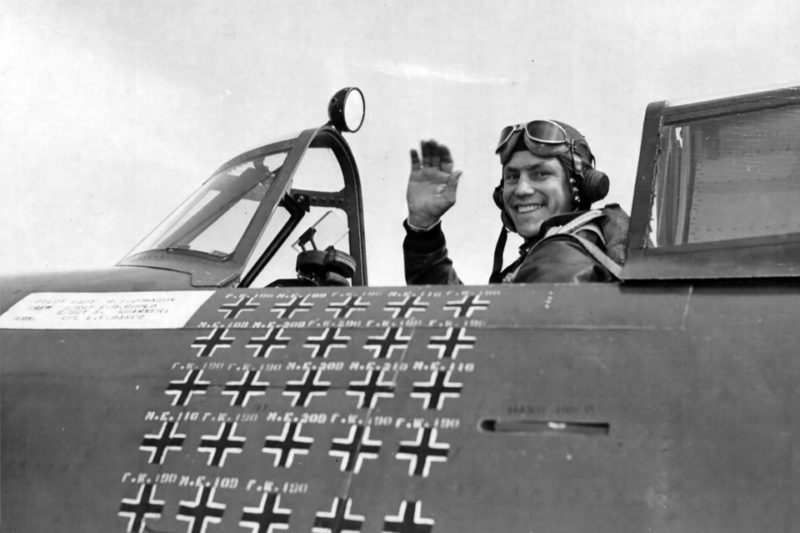
Robert S. Johnson em seu Republic P-47 Thunderbolt, 13 de abril de 1944.

Em junho de 1943, Mayer encontrou Robert S. Johnson, um futuro ás do 56.º Grupo de Caças da Oitava Força Aérea dos Estados Unidos. O Republic P-47D Thunderbolt de Johnson foi seriamente atingido por alguns Focke-Wulf Fw 190s durante uma missão de rotina. Enquanto Johnson voltava mancando para casa, com um dossel que não abria e fluido hidráulico e óleo cobrindo seu para-brisa, Mayer puxou ao lado dele em seu Fw 190. Mayer olhou para o P-47 ferido e, em seguida, circulou para vir das seis horas de Johnson para dar o golpe de misericórdia. A primeira passagem de arma falhou em derrubar o quadrimotor americano do céu. Mayer fez mais duas tentativas em Johnson, sem sucesso. Depois de ficar sem munição, Mayer parou ao lado de Johnson, saudou-o e foi para casa. Johnson pousou seu avião e contou mais de 200 buracos, sem nem mesmo se mover ao redor do avião. Ele também viu que um projétil de canhão de 20 mm explodiu logo atrás de seu encosto de cabeça, o que impossibilitou a abertura de sua cobertura. Outros autores expressaram dúvidas sobre o suposto encontro de Mayer com Johnson. Não há evidência direta de que Mayer estava envolvido nesta batalha. Nenhum piloto do III./JG 2 está presente nos registros de vitórias ou derrotas de acordo com as fontes alemãs mais completas.
Em 22 de junho de 1943, um voo liderado por Mayer encontrou uma unidade Spitfire da RAF. Durante o curso do combate, ele reivindicou um Spitfire abatido e danificou outro. Ele supostamente abateu três P-47s da USAAF em 26 de junho de 1943, embora nenhuma reivindicação de Mayer possa ser encontrada nos registros alemães. O Comando de Caças perdeu cinco caças em 22 de junho. Quatro foram perdidos em ação com a Jagdgeschwader 1 (JG 1). A única perda não atribuída veio quando o piloto oficial J Watlington, Esquadrão N.º 400 foi abatido e capturado. Mais tarde, ele foi repatriado em 1944.

### Comandante de ala e morte
Mayer foi nomeado Geschwaderkommodore (comandante de ala) do JG 2 em 1 de julho de 1943, sucedendo o Oberst (coronel) Walter Oesau. O comando do III. Gruppe foi transferido para o Staffelkapitän do 8. Staffel, Hauptmann Bruno Stolle. Mayer liderou sua ala para o combate, mas manteve posição sobre Evreux, para ficar longe das escoltas de caças aliadas e aguardar o fluxo de bombardeiros. O 305.º bombardeou o alvo incólume, mas foi atacado por dois Fw 190; um dos pilotos sendo Mayer. O navegador Ed Burford deu uma descrição do ataque:
Quem quer que fosse deu uma exibição fascinante de acrobacias na frente de toda a nossa 102ª Asa de Combate antes de atacar e danificar fatalmente a aeronave líder do 422.º Esquadrão de Bombardeio no slot baixo. O ataque ocorreu às 08:18 perto de Etampes, a sudoeste de Paris. Depois que os incêndios eclodiram entre o segundo motor e a fuselagem, e entre os motores 3 e 4, a aeronave girou para baixo - de alguma forma, sete homens conseguiram acertar a seda (paraquedas de seda). Eu nunca tinha visto um volume tão grande de rastreador ir atrás daquele avião com um ala no reboque. Completamente desencorajador não atingir nada além de ar.
Mayer não era conhecido por se exibir, e suas ações provavelmente foram resultado de falha de rádio - uma tentativa de atrair a atenção de seus pilotos depois de encontrar os bombardeiros sem escolta. A reivindicação corresponde exatamente à hora e local da perda do 305.º Grupo de Bombardeiros. O bombardeiro era o B-17F-1-35-DL, 42-3190, do 322.º Esquadrão de Bombardeio.
Mayer reivindicou dois Spitfires em 22 de agosto. O JG 2 reivindicou seis entre 19:50 e 20:15. O Esquadrão N.º 66 perdeu um piloto morto enquanto outro evadiu. O Esquadrão N.º 485 da RZAF perdeu quatro; um piloto foi morto, dois capturados e um escapou da captura para retornar à Grã-Bretanha. Ele reivindicou três B-17s abatidos em 19 minutos no dia 6 de setembro. A Oitava Força Aérea tinha como alvo Stuttgart naquele dia e perdeu 45 aeronaves. Mayer reivindicou dois Spitfires em 22 de setembro perto de Evreux. Dois pilotos do Esquadrão de Caças Polonês N.º 308 foram abatidos na área; um foi morto, o outro escapou da captura. Em 1 de dezembro de 1943, Mayer abateu quatro P-47 Thunderbolts e um B-17. No último dia do ano, ao derrubar um quadrimotor B-24, Mayer alcançaria a marca de 90 vitórias aéreas confirmadas.
Prosseguindo sem descanso, Mayer derrubaria um B-26 e um Spitfire no dia 4 de janeiro de 1944 e outros dois P-47 no dia seguinte. Em 7 de janeiro, Meyer reinvidicou 4 vitórias em um espaço de 13 minutos, três B-24s e um B-17 abatidos nas proximidades de Orléans. Em 4 de fevereiro de 1944, ele reivindicou um P-47 do 56.º Grupo de Caça da USAAF, o único caça americano perdido pelo 8.º Comando de Caça nesta data. Foi a 100.ª vitória e ele se tornou o primeiro piloto de caça na Frente do Canal a alcançar esta marca.
A pontuação final de Mayer ficou em 102 quando ele foi abatido e morto em ação por um P-47 Thunderbolt perto de Montmédy em 2 de março de 1944. Voando em um Focke-Wulf Fw 190 A-6 (Werknummer 470 468—número de fábrica), Mayer liderou seu Stabsschwarm e elementos do III. Gruppe, 14 Fw 190s no total, em um ataque aos B-17s na área de Sedan, mas não conseguiu detectar a escolta de caças de 29 P-47s a 5 000 pé (1 500 m) acima. Sua aeronave foi vista sendo atingida a uma distância de 400 yd (370 m) no nariz e na cabine do piloto. Ele fez um estalo violento e mergulhou verticalmente, caindo a 2,4 km de Montmédy. Ele foi condecorado postumamente com a Cruz de Cavaleiro da Cruz de Ferro com Folhas de Carvalho e Espadas (Ritterkreuz des Eisernen Kreuzes mit Eichenlaub und Schwertern) naquele dia.
Uma pesquisa recente do historiador Norman Fortier sugere que Mayer foi abatido pelo Tenente Walter Gresham do 358.º Esquadrão de Caça da 355.ª Ala de Caça. A alegação é baseada em imagens de câmeras de armas e lembranças do ala de Mayer, que foi forçado a ser resgatado durante a ação. Mayer foi enterrado no cemitério de Beaumont-le-Roger, França, e em 1955 re-enterrado no cemitério de guerra alemão Saint-Désir-de-Lisieux perto de Lisieux, Normandia, França.

## Sumário da carreira

### Reivindicações de vitórias aéreas
De acordo com o historiador americano David T. Zabecki, Mayer foi creditado com 102 vitórias aéreas. Matthews e Foreman, autores de Luftwaffe Aces — Biographies and Victory Claims, pesquisaram os Arquivos Federais Alemães e encontraram registros de 102 vitórias aéreas, além de cinco outras reivindicações não confirmadas. Todas as suas vitórias foram reivindicadas na Frente Ocidental e incluem 27 bombardeiros quadrimotores.
As reivindicações de vitória foram registradas em um mapa de referência (PQ = Planquadrat), por exemplo "PQ 14 Oeste 3853". O mapa da grade da Luftwaffe (Jägermeldenetz) cobria toda a Europa, oeste da Rússia e norte da África e era composto de retângulos medindo 15 minutos de latitude por 30 minutos de longitude, uma área de cerca de 930 km². Esses setores foram então subdivididos em 36 unidades menores para dar uma área de localização de 3 × 4 km de tamanho.
| Crônica de vitórias aéreas | Crônica de vitórias aéreas | Crônica de vitórias aéreas | Crônica de vitórias aéreas | Crônica de vitórias aéreas                                                        | Crônica de vitórias aéreas | Crônica de vitórias aéreas | Crônica de vitórias aéreas | Crônica de vitórias aéreas | Crônica de vitórias aéreas                           |
| --- | -------------------------- | -------------------------- | -------------------------- | --------------------------------------------------------------------------------- | -------------------------- | -------------------------- | -------------------------- | -------------------------- | ---------------------------------------------------- |
| Este e ♠ (ás de espadas) indicam aquelas vitórias aéreas que fizeram de Mayer um "ás num dia", termo que designa um piloto de caça que abateu cinco ou mais aviões em um único dia. Isso e o – (meia-risca) indicam reivindicações de vitória aérea não confirmadas para as quais Mayer não recebeu crédito. Isso junto com o * (asterisco) indica um Herausschuss (tiro de separação)—um bombardeiro pesado severamente danificado forçado a se separar de sua caixa de combate que foi contado como uma vitória aérea. Este e o ? (ponto de interrogação) indica discrepâncias de informações listadas por Prien, Stemmer, Rodeike, Bock, Matthews e Foreman. |                            |                            |                            |                                                                                   |                            |                            |                            |                            |                                                      |
| Nº | Data                       | Hora                       | Modelo                     | Localização                                                                       | Nº                         | Data                       | Hora                       | Modelo                     | Localização                                          |
| – 6. Staffel da Jagdgeschwader 2 "Richthofen" – Batalha da França — 10 de maio – 25 de junho de 1940 |                            |                            |                            |                                                                                   |                            |                            |                            |                            |                                                      |
| 1 | 13 de junho de 1940        | 18:00                      | M.S.406                    |                                                                                   |                            |                            |                            |                            |                                                      |
| – 3. Staffel da Jagdgeschwader 2 "Richthofen" – No Canal da Mancha e sobre a Inglaterra — 26 de junho de 1940 – 21 de junho de 1941 |                            |                            |                            |                                                                                   |                            |                            |                            |                            |                                                      |
| 2? | 7 de outubro de 1940       | 17:00                      | Hurricane                  | noroeste de Portland                                                              |                            |                            |                            |                            |                                                      |
| – 8. Staffel da Jagdgeschwader 2 "Richthofen" – No Canal da Mancha e sobre a Inglaterra — 26 de junho de 1940 – 21 de junho 1941 |                            |                            |                            |                                                                                   |                            |                            |                            |                            |                                                      |
| 3? | 15 de novembro de 1940     | 17:10                      | Hurricane                  | Chichester                                                                        |                            |                            |                            |                            |                                                      |
| – 7. Staffel da Jagdgeschwader 2 "Richthofen" – No Canal da Mancha e sobre a Inglaterra — 26 de junho de 1940 – 21 de junho de 1941 |                            |                            |                            |                                                                                   |                            |                            |                            |                            |                                                      |
| 4 | 17 de junho de 1941        | 17:50                      | Spitfire                   | norte de Cherbourg                                                                |                            |                            |                            |                            |                                                      |
| – 7. Staffel da Jagdgeschwader 2 "Richthofen" – Na Frente Ocidental — 22 de junho – 31 de dezembro de 1941 |                            |                            |                            |                                                                                   |                            |                            |                            |                            |                                                      |
| — | 23 de junho de 1941        | —                          | Spitfire                   |                                                                                   | 16                         | 21 de julho de 1941        | 08:52                      | Spitfire                   |                                                      |
| — | 23 de junho de 1941        | —                          | Spitfire                   |                                                                                   | 17                         | 23 de julho de 1941        | 13:14                      | Spitfire                   | Floresta de Éperlecques                              |
| 5 | 24 de junho de 1941        | 20:42                      | Spitfire                   | Gravelines/Ramsgate                                                               | 18                         | 23 de julho de 1941        | 13:20                      | Spitfire                   | Floresta de Éperlecques                              |
| 6 | 25 de junho de 1941        | 16:33                      | Spitfire                   | Saint-Omer/Bolonha                                                                | 19                         | 21 de agosto de 1941       | 10:20                      | Spitfire                   |                                                      |
| 7 | 2 de julho de 1941         | 12:38                      | Blenheim                   |                                                                                   | 20                         | 21 de agosto de 1941       | 14:50?                     | Spitfire                   |                                                      |
| 8 | 2 de julho de 1941         | 13:55?                     | Spitfire                   |                                                                                   | 21                         | 27 de agosto de 1941       | 09:30                      | Hurricane                  | noroeste de Le Touquet                               |
| 9 | 3 de julho de 1941         | 11:46                      | Spitfire                   |                                                                                   | 22                         | 16 de setembro de 1941     | 19:32                      | Spitfire                   | proximidade de Bolonha                               |
| 10 | 3 de julho de 1941         | 15:36                      | Spitfire                   |                                                                                   | 23                         | 16 de setembro de 1941     | 19:40                      | Spitfire                   |                                                      |
| 11 | 5 de julho de 1941         | 12:36?                     | Spitfire                   |                                                                                   | 24                         | 20 de setembro de 1941     | 16:32                      | Spitfire                   |                                                      |
| 12 | 9 de julho de 1941         | 14:05                      | Spitfire                   |                                                                                   | 25                         | 2 de outubro de 1941       | 15:14                      | Spitfire                   | Pas-de-Calais                                        |
| 13 | 10 de julho de 1941        | 12:08                      | Spitfire                   |                                                                                   | 26                         | 13 de outubro de 1941      | 15:34                      | Spitfire                   | sobre o mar, perto de Bolonha                        |
| 14 | 12 de julho de 1941        | 19:26                      | Spitfire                   |                                                                                   | 27                         | 21 de outubro de 1941      | 13:00                      | Spitfire                   |                                                      |
| 15 | 12 de julho de 1941        | 19:28                      | Spitfire                   |                                                                                   | 28                         | 21 de outubro de 1941      | 16:10                      | Spitfire                   |                                                      |
| – 7. Staffel da Jagdgeschwader 2 "Richthofen" – Na Frente Ocidental — 1 de janeiro – 31 de dezembro de 1942 |                            |                            |                            |                                                                                   |                            |                            |                            |                            |                                                      |
| 29 | 12 de fevereiro de 1942    | 14:38                      | Whirlwind                  | norte de Ostend                                                                   | 40                         | 4 de maio de 1942          | 10:39                      | Spitfire                   |                                                      |
| 30 | 15 de abril de 1942        | 16:20?                     | Spitfire                   |                                                                                   | 41                         | 4 de maio de 1942          | 15:48                      | Spitfire                   |                                                      |
| — | 15 de abril de 1942        | —                          | Spitfire                   |                                                                                   | 42                         | 6 de maio de 1942          | 12:29                      | Spitfire                   |                                                      |
| 31 | 16 de abril de 1942        | 15:30                      | Spitfire                   |                                                                                   | 43                         | 3 de junho de 1942         | 15:35                      | Spitfire                   | perto de Cherbourg                                   |
| 32 | 16 de abril de 1942        | 15:33                      | Spitfire                   |                                                                                   | 44                         | 3 de junho de 1942         | 15:40                      | Spitfire                   | perto de Cherbourg                                   |
| 33 | 17 de abril de 1942        | 09:35                      | Spitfire                   |                                                                                   | 45                         | 6 de junho de 1942         | 17:22                      | Spitfire                   | Cherbourg/Cabo Lévi                                  |
| — | 17 de abril de 1942        | —                          | Spitfire                   |                                                                                   | 46                         | 6 de junho de 1942         | 17:22                      | Spitfire                   | Cherbourg/Cabo Lévi                                  |
| — | 17 de abril de 1942        | —                          | Spitfire                   |                                                                                   | 47                         | 23 de junho de 1942        | 19:30                      | Spitfire                   | fora de Start Point                                  |
| 34 | 17 de abril de 1942        | 16:05                      | Boston                     | perto de Cherbourg                                                                | 48                         | 23 de junho de 1942        | 19:32                      | Spitfire                   | fora de Start Point                                  |
| 35 | 25 de abril de 1942        | 09:45                      | Spitfire                   |                                                                                   | 49                         | 31 de julho de 1942        | 18:09                      | Spitfire                   | sul de Selsey Bill                                   |
| 36 | 25 de abril de 1942        | 16:17                      | Spitfire                   |                                                                                   | 50                         | 18 de agosto de 1942       | 11:28                      | Spitfire                   | 20 km (12 mi) a nordeste de Cherbourg                |
| 37 | 25 de abril de 1942        | 16:25                      | Spitfire                   |                                                                                   | 51                         | 19 de agosto de 1942       | 16:03                      | Hurricane                  | 3 km (1,9 mi) ao norte de Dieppe                     |
| 38 | 25 de abril de 1942        | 16:29                      | Spitfire                   |                                                                                   | 52                         | 19 de agosto de 1942       | 16:05                      | Spitfire                   | 5 km (3,1 mi) ao norte de Dieppe                     |
| 39 | 30 de abril de 1942        | 11:43                      | Spitfire                   |                                                                                   |                            |                            |                            |                            |                                                      |
| – Stab III. Gruppe da Jagdgeschwader 2 "Richthofen" – Na Frente Ocidental — 1 de janeiro – 31 de dezembro de 1942 |                            |                            |                            |                                                                                   |                            |                            |                            |                            |                                                      |
| 53 | 23 de novembro de 1942     | 13:25                      | B-17                       | PQ 14 Oeste 3853                                                                  | 55                         | 23 de novembro de 1942     | 14:00                      | B-24                       | PQ 14 Oeste 4855                                     |
| 54 | 23 de novembro de 1942     | 13:34                      | B-17                       | oeste do estuário do Loire                                                        | 56                         | 30 de dezembro de 1942     | 11:42                      | B-17                       | Île de Groix                                         |
| – Stab III. Gruppe da Jagdgeschwader 2 "Richthofen" – Na Frente Ocidental — 1 de janeiro – 31 de dezembro de 1943 |                            |                            |                            |                                                                                   |                            |                            |                            |                            |                                                      |
| 57* | 3 de janeiro de 1943       | 11:32                      | B-17                       | 4 km (2,5 mi) a sudoeste de Saint-Nazaire                                         | 62                         | 14 de fevereiro de 1943    | 12:12                      | Typhoon                    | 15 km (9,3 mi) a noroeste de Calais PQ 05 Leste 1288 |
| 58 | 3 de janeiro de 1943       | 11:35                      | B-17                       | 10 km (6,2 mi) ao sul de Saint-Nazaire 5 km (3,1 mi) a oeste do estuário do Loire | 63                         | 16 de abril de 1943        | 14:05                      | B-17                       | PQ 14 Oeste 48346 PQ 14 Oeste 4829                   |
| 59 | 11 de fevereiro de 1943    | 12:10                      | Spitfire                   | 18 km (11 mi) a noroeste de Bolonha                                               | 64?                        | 16 de abril de 1943        | 14:22                      | B-17                       | PQ 14 Oeste 4834                                     |
| 60 | 14 de fevereiro de 1943    | 11:36                      | Typhoon                    | 30 km (19 mi) a noroeste de Calais PQ 05 Leste 1287                               | 65                         | 29 de maio de 1943         | 16:35                      | B-17                       | PQ 14 Oeste 2938 PQ 14 Oeste 2928                    |
| 61 | 14 de fevereiro de 1943    | 11:40                      | Typhoon                    | 20 km (12 mi) a leste de Dover PQ 05 Leste 1284                                   | 66                         | 29 de maio de 1943         | 17:35                      | B-17                       | PQ 14 Oeste 3072 PQ 14 Oeste 3871                    |
| – Stab da Jagdgeschwader 2 "Richthofen" – Na Frente Ocidental — 1 de janeiro – 31 de dezembro de 1943 |                            |                            |                            |                                                                                   |                            |                            |                            |                            |                                                      |
| 67 | 4 de julho de 1943         | 12:36                      | B-17                       | PQ 04 Leste 1965                                                                  | 80                         | 6 de setembro de 1943      | 12:29                      | B-17                       | Lens                                                 |
| 68 | 4 de julho de 1943         | 12:58                      | B-17                       | PQ 15 Oeste 1065                                                                  | 81                         | 22 de setembro de 1943     | 17:17                      | Spitfire                   | leste de Lisieux leste de Évreux                     |
| 69 | 14 de julho de 1943        | 07:43                      | B-17                       | 10 km (6,2 mi) ao norte de Évreux                                                 | 82                         | 22 de setembro de 1943     | 17:20                      | Spitfire                   | leste de Lisieux norte de Évreux                     |
| 70 | 14 de julho de 1943        | 08:24                      | B-17                       | Les Essarts-le-Roi, sudoeste de Paris                                             | —                          | 25 de outubro de 1943      | —                          | B-25                       | noroeste de Brest                                    |
| 71 | 30 de julho de 1943        | 10:30                      | B-17                       | PQ 05 Leste 0422                                                                  | —                          | 25 de outubro de 1943      | —                          | B-25                       | noroeste de Brest                                    |
| 72 | 16 de agosto de 1943       | 10:37                      | P-47                       | Senneville-sur-Fécamp                                                             | 83                         | 5 de novembro de 1943      | 13:39                      | P-47                       | Rheydt                                               |
| 73 | 22 de agosto de 1943       | 19:56                      | Spitfire                   | PQ 05 Leste 0028, Cany-Barville                                                   | 84                         | 5 de novembro de 1943      | 13:51                      | P-47                       | PQ 05 Leste NL-5 Alken ao sul de Hasselt             |
| 74 | 22 de agosto de 1943       | 20:10                      | Spitfire                   | Pont-Authou, sudeste de Pont-Audemer                                              | 85♠                        | 1 de dezembro de 1943      | 12:50                      | P-47                       | PQ 05 Leste NL/ML Gembloux-Huy                       |
| 75 | 27 de agosto de 1943       | 09:45                      | Spitfire                   | Tancarville                                                                       | 86♠                        | 1 de dezembro de 1943      | 12:51?                     | P-47                       | PQ 05 Leste NL/ML perto de Liège                     |
| 76 | 3 de setembro de 1943      | 10:40                      | B-17                       | La Gaillarde Bailleul                                                             | 87♠                        | 1 de dezembro de 1943      | 12:53                      | P-47                       | PQ 05 Leste NL/MK perto de Gembloux                  |
| 77 | 3 de setembro de 1943      | 11:25                      | B-17                       | PQ 14 Oeste 2935 Bailleul                                                         | 88♠                        | 1 de dezembro de 1943      | 12:53                      | P-47                       | perto de Leuven                                      |
| 78 | 6 de setembro de 1943      | 12:10                      | B-17                       | 3 km (1,9 mi) a oeste de Mailly-le-Camp                                           | 89♠                        | 1 de dezembro de 1943      | 13:10                      | B-17                       | PQ 05 Leste KH Scheldt, Zierikzee                    |
| 79 | 6 de setembro de 1943      | 12:17                      | B-17                       | 7 km (4,3 mi) a oeste de Troyes                                                   | 90                         | 31 de dezembro de 1943     | 12:18                      | B-24                       | PQ 14 Oeste AE-9 sul de Albi                         |
| – Stab da Jagdgeschwader 2 "Richthofen" – Na Frente Ocidental — 1 de janeiro – 2 de março de 1944 |                            |                            |                            |                                                                                   |                            |                            |                            |                            |                                                      |
| 91 | 4 de janeiro de 1944       | 16:02                      | B-26                       | fora de Dieppe                                                                    | 97                         | 7 de janeiro de 1944       | 13:15                      | B-24                       | Bouville                                             |
| 92 | 4 de janeiro de 1944       | 16:05                      | Spitfire                   | fora de Dieppe                                                                    | 98                         | 7 de janeiro de 1944       | 13:18                      | B-17                       | Les Buissons, Dreux                                  |
| 93 | 5 de janeiro de 1944       | 10:55                      | P-47                       | noroeste de Laval                                                                 | 99                         | 14 de janeiro de 1944      | 15:32                      | P-38                       | La Haye-le-Comte                                     |
| 94 | 5 de janeiro de 1944       | 10:55                      | P-47                       | Marennes                                                                          | 100                        | 5 de fevereiro de 1944     | 12:49                      | P-47                       | Argueil, sul de Forges-les-Eaux                      |
| 95 | 7 de janeiro de 1944       | 13:05                      | B-24                       | nordeste de Orléans                                                               | 101                        | 6 de fevereiro de 1944     | 11:12                      | P-47                       | PQ CG-9                                              |
| 96 | 7 de janeiro de 1944       | 13:06                      | B-24                       | nordeste de Orléans                                                               | 102                        | 6 de fevereiro de 1944     | 11:14                      | P-47                       | PQ CG-9                                              |

### Condecorações
- Cruz de Ferro (1939)
  - 2ª classe (25 de outubro de 1939)[62]
  - 1ª classe (maio de 1940)[62]
- Distintivo de Ferido em Prata[63]
- Distintivo de Voo do Fronte da Luftwaffe em Ouro com Flâmula "300"[63]
- Distintivo de Piloto/Observador[63]
- Cruz Germânica em Ouro (16 de julho de 1942) como Oberleutnant no 7./JG 2[64]
- Cruz de Cavaleiro da Cruz de Ferro (1 de agosto de 1941) como Leutnant da reserva e piloto no JG 2[65][66][Nota 13]
  - 232ª Folhas de Carvalho (16 de abril de 1943) como Hauptmann e Gruppenkommandeur do III./JG 2[67][68][69]
  - 51ª Espadas (2 de março de 1944) como Oberstleutnant e Geschwaderkommodore do JG 2[67][70][71]

### Promoções
- 1 de agosto de 1939 – Leutnant (segundo-tenente)
- ? – Oberleutnant (primeiro-tenente)
- novembro de 1942 – Hauptmann (capitão)
- 1 de junho de 1943 – Major (major)
- ? – Oberstleutnant (tenente-coronel)